# British Rail 11001
A 11001 foi uma das primeira locomotivas a diesel da British Rail, construída em 1949 na planta de Ashford, foi designada por O. V. S. Bulleid, quando ele era Chefe Engenheiro Mecânico da Southern Railway.
Ela foi equipada com um motor Paxman RPH Series 1, capaz de desenvolver 500 bhp a 1200 rpm, a transmissão era mecânica hidráulica do tipo Vulcan Sinclair para uma transmissão semi-automática sincro-auto-deslocada (SSS na sigla em inglês).
Sua principal contribuição foi em ramais e manobras em pátios, sobreviveu até 1959 quando foi retirada em agosto e desmanchada em dezembro na planta de Ashford.
Estranhamente os controles da locomotiva foram colocados para fora, como nas locomotivas a vapor pois à época não existia condutores especializados em locomotivas a diesel.

## Ficção
Dennis e Norman, do seriado Thomas & Friends (Thomas e Seus Amigos (português brasileiro) ou Thomas e os seus Amigos (português europeu)), são baseados na 11001.[carece de fontes?]